# Heinz Ulzheimer
Heinz Ulzheimer (* 27. Dezember 1925 in Höchst am Main; † 18. Dezember 2016 in Bad Sooden-Allendorf) war ein deutscher Leichtathlet und Olympiamedaillengewinner.

## Sportliche Laufbahn
1947 und 1948 holte er den Titel mit der 3-mal-1000-Meter-Staffel von Eintracht Frankfurt. Darüber hinaus wurde er Deutscher Meister im 400-Meter-Hürdenlauf (1953) und 1954 erster Deutscher Hallenmeister über die 400 Meter. Ulzheimer gewann bei den Olympischen Spielen 1952 in Helsinki zwei Bronzemedaillen – im 800-Meter-Lauf (1:49,7 min) und in der 4-mal-400-Meter-Staffel (3:06,6 min, mit Hans Geister, Günther Steines und Karl-Friedrich Haas).
Bei den Europameisterschaften 1954 belegte er mit der 4-mal-400-Meter-Staffel den zweiten Platz (3:08,8 min, zusammen mit Hans Geister, Helmut Dreher und Karl-Friedrich Haas).
Ulzheimer praktizierte ein intensives Intervalltraining.
Ulzheimers Verein war Eintracht Frankfurt. Heinz Ulzheimer hatte bei einer Größe von 1,78 m ein Wettkampfgewicht von 74 kg.

## Ehrungen
Für seine sportlichen Erfolge erhielt Ulzheimer am 27. Oktober 1952 das Silberne Lorbeerblatt. 1953 wurde ihm der Rudolf-Harbig-Gedächtnispreis verliehen.

## Weitere Aktivitäten
Ulzheimer heiratete die Sprinterin Margot Glöckner (1926–2023). Er wurde Kraftfahrzeug-Handwerksmeister in Frankfurt-Bockenheim. Nach Ende seiner Sportlerlaufbahn leitete er unter anderem das Sportmuseum in Frankfurt am Main.
Er war Vorstand der Schlappekicker-Aktion der Frankfurter Rundschau, die unter anderem in Not geratene Sportler unterstützt.